# Сердце Фани
Сердце Фани (англ. Fania's Heart) — детская иллюстрированная книга 2018 года, автор Анн Рено. Основана на реальной истории, книга повествует о девочке по имени Сорале, которая находит среди вещей своей матери небольшую самодельную книгу, а затем узнаёт историю, стоящую за ней. Оригинал книги хранится в Монреальском музее Холокоста.

## Критика
Дина Вайнштейн, которая рецензировала книгу «Сердце Фани» для Еврейского книжного совета, написала: «Эта вдохновляющая история, действие которой происходит в одной из самых унизительных обстановок, показывает, что даже беспомощные могут дарить надежду и тепло друг другу». 
Рецензии на книгу «Сердце Фани» также были опубликованы в Kirkus Reviews, Quill & Quire, CM: Canadian Review of Materials, School Library Journal и Resource Links.
Роман получил Канадскую еврейскую литературную премию 2018 года за лучшую детскую и юношескую литературу.